# Léo Santa Cruz
Léodegario Santa Cruz, detto Leo (Huetamo, 10 agosto 1988), è un pugile messicano.
Soprannominato El Terremoto ("Il terremoto"), è detentore del titolo WBA dei pesi piuma. È campione in quattro categorie di peso, avendo conquistato in passato anche le corone WBA dei superpiuma, WBC dei supergallo e IBF dei gallo.

## Carriera

### Dilettantismo
Nel corso della sua carriera dilettantistica ottiene un record di 148-7 ed all'età di quindici anni conquista una medaglia d'oro al campionato del mondo amatoriale.

### Professionista
Il 2 giugno 2012 affronta e sconfigge il sudafricano Vusi Malinga, conquistando la corona mondiale IBF dei pesi piuma. L'incontro viene trasmesso dalla rete televisiva Showtime. Nei mesi successivi difende la cintura contro Eric Morel, Victor Zaleta ed Alberto Guevara, terminando il 2012 con cinque vittorie e tre difese mondiali.
Il 12 febbraio 2013 rende vacante la corona IBF dei gallo per avanzare nella categoria di peso successiva, ossia i pesi supergallo.
Nel suo primo incontro nella nuova divisione, datato 24 agosto 2013, sconfigge per KO tecnico il campione del mondo in carica WBC dei supergallo Victor Terrazas, conquistando così il suo secondo titolo mondiale in altrettante categorie di peso.